# دافيد ميكا ميدينا
دافيد ميكا ميدينا (بالإسبانية: David Meca Medina، ولد في 1 فبراير 1974، ساباديل، برشلونة، إسبانيا) سبّاح إسباني. تخصص في سباق السباحة للمسافات الطويلة (Open water swimming).
حصل على ميداليتين ذهبيتين في بطولات العالم للسباحة للمسافات الطويلة عام 2000 و2005.

## إنجازاته

### بطولة العالم للسباحة للمسافات الطويلة
- 1998 بيرث  أستراليا:  ميدالية فضية في سباق 25 كيلومتر سباحة.
- 2000 هونولولو  الولايات المتحدة:  ميدالية ذهبية في سباق 10 كيلومتر سباحة.
- 2000 هونولولو  الولايات المتحدة:  ميدالية فضية في سباق 5 كيلومتر سباحة.
- 2000 هونولولو  الولايات المتحدة:  ميدالية فضية في سباق 25 كيلومتر سباحة.
- 2003 برشلونة  إسبانيا:  ميدالية فضية في سباق 25 كيلومتر سباحة.
- 2003 برشلونة  إسبانيا:  ميدالية برونزية في سباق 10 كيلومتر سباحة.
- 2005 مونتريال  كندا:  ميدالية ذهبية في سباق 25 كيلومتر سباحة.

### بطولة أوروبا للسباحة للمسافات الطويلة
- 2000 هلسنكي  فنلندا:  ميدالية فضية في سباق 25 كيلومتر سباحة.
- 2000 هلسنكي  فنلندا:  ميدالية برونزية في سباق 5 كيلومتر سباحة.
- 2002 برلين  فنلندا:  ميدالية برونزية في سباق 25 كيلومتر سباحة.
- 2004 مدريد  فنلندا:  ميدالية فضية في سباق 25 كيلومتر سباحة.